# Todd Perry
Todd Perry (Adelaide, 17 maart 1976) is een voormalig tennisspeler uit Australië. die tussen 1998 en 2009 actief was in het professionele circuit.
Perry was voornamelijk actief in het herendubbeltennis waarin hij zes ATP-toernooien op zijn naam schreef en in nog eens elf finales stond.

## Palmares

### Dubbelspel
| Nr.                               | Datum             | Toernooi            | Ondergrond | Partner         | Tegenstanders in finale          | Score               | Details |
| --------------------------------- | ----------------- | ------------------- | ---------- | --------------- | -------------------------------- | ------------------- | ------- |
| Gewonnen finales heren dubbel     |                   |                     |            |                 |                                  |                     |         |
| 1.                                | 14 september 2003 | ATP Costa do Sauipe | Hardcourt  | Thomas Shimada  | Scott Humphries Mark Merklein    | 6–2, 6–4            | Details |
| 2.                                | 6 februari 2005   | ATP Delray Beach    | Hardcourt  | Simon Aspelin   | Jordan Kerr Jim Thomas           | 6–3, 6–3            | Details |
| 3.                                | 20 februari 2005  | ATP Memphis         | Hardcourt  | Simon Aspelin   | Bob Bryan Mike Bryan             | 6–4, 6–4            | Details |
| 4.                                | 29 oktober 2006   | ATP St. Petersburg  | Tapijt (i) | Simon Aspelin   | Julian Knowle Jürgen Melzer      | 6–1, 7–6(3)         | Details |
| 5.                                | 7 januari 2007    | ATP Adelaide        | Hardcourt  | Wesley Moodie   | Novak Đoković Radek Štěpánek     | 6–4, 3–6, [15–13]   | Details |
| 6.                                | 15 april 2007     | ATP Valencia        | Gravel     | Wesley Moodie   | Yves Allegro Sebastián Prieto    | 7–5, 7–5            | Details |
| Verloren finales heren dubbel     |                   |                     |            |                 |                                  |                     |         |
| 1.                                | 27 juli 2003      | ATP Umag            | Gravel     | Thomas Shimada  | Álex López Morón Rafael Nadal    | 1–6, 3–6            | Details |
| 2.                                | 11 juli 2004      | ATP Båstad          | Gravel     | Simon Aspelin   | Mahesh Bhupathi Jonas Björkman   | 6–4, 6–7(2), 6–7(6) | Details |
| 3.                                | 18 juli 2004      | ATP Stuttgart       | Gravel     | Simon Aspelin   | Jiří Novák Radek Štěpánek        | 2–6, 4–6            | Details |
| 4.                                | 9 januari 2005    | ATP Adelaide        | Hardcourt  | Simon Aspelin   | Xavier Malisse Olivier Rochus    | 6–7(5), 4–6         | Details |
| 5.                                | 16 januari 2005   | ATP Auckland        | Hardcourt  | Simon Aspelin   | Yves Allegro Michael Kohlmann    | 4–6, 6–7(4)         | Details |
| 6.                                | 19 juni 2005      | ATP Nottingham      | Gras       | Simon Aspelin   | Jonathan Erlich Andy Ram         | 6–4, 3–6, 5–7       | Details |
| 7.                                | 24 juli 2005      | ATP Indianapolis    | Hardcourt  | Simon Aspelin   | Paul Hanley Graydon Oliver       | 2–6, 1–3 opgave     | Details |
| 8.                                | 9 oktober 2005    | ATP Tokio           | Hardcourt  | Simon Aspelin   | Satoshi Iwabuchi Takao Suzuki    | 4–5(3), 4–5(13)     | Details |
| 9.                                | 15 januari 2006   | ATP Auckland        | Hardcourt  | Simon Aspelin   | Andrei Pavel Rogier Wassen       | 2–6, 7–5, [4–10]    | Details |
| 10.                               | 28 oktober 2007   | ATP St. Petersburg  | Tapijt (i) | Jürgen Melzer   | Daniel Nestor Nenad Zimonjić     | 1–6, 6–7(3)         | Details |
| 11.                               | 25 mei 2008       | ATP Casablanca      | Gravel     | James Cerretani | Albert Montañés Santiago Ventura | 1–6, 2–6            | Details |
| Gewonnen challengers heren dubbel |                   |                     |            |                 |                                  |                     |         |
| 1.                                | 12 augustus 2001  | Linz                |            |                 |                                  |                     |         |
| 2.                                | 19 augustus 2001  | Graz                | Hardcourt  | Tim Crichton    | Shaun Rudman Jeff Williams       | 6-4, 6-4            |         |

## Prestatietabel
| Legenda | Legenda                          |
| ------- | -------------------------------- |
| g.t.    | geen toernooi gehouden           |
| l.c.    | lagere categorie                 |
| –       | niet deelgenomen                 |
| G       | uitgeschakeld in de groepsfase   |
| 1R      | uitgeschakeld in de eerste ronde |
| 2R      | uitgeschakeld in de tweede ronde |
| 3R      | uitgeschakeld in de derde ronde  |
| 4R      | uitgeschakeld in de vierde ronde |
| KF      | uitgeschakeld in de kwartfinale  |
| HF      | uitgeschakeld in de halve finale |
| F       | de finale verloren               |
| W       | het toernooi gewonnen            |
| w-v     | winst/verlies-balans             |

### Prestatietabel grand slam, dubbelspel
| Toernooi        | 2000 | 2001 | 2002 | 2003 | 2004 | 2005 | 2006 | 2007 | 2008 |
| --------------- | ---- | ---- | ---- | ---- | ---- | ---- | ---- | ---- | ---- |
| Australian Open | 1R   | 1R   | 2R   | –    | 1R   | 3R   | KF   | 3R   | 1R   |
| Roland Garros   | –    | –    | 2R   | –    | 2R   | 3R   | 2R   | 1R   | 2R   |
| Wimbledon       | –    | –    | 1R   | 1R   | KF   | 1R   | KF   | 3R   | 1R   |
| US Open         | –    | –    | 1R   | 2R   | 3R   | KF   | 2R   | 1R   | –    |